# 区 (比利时)

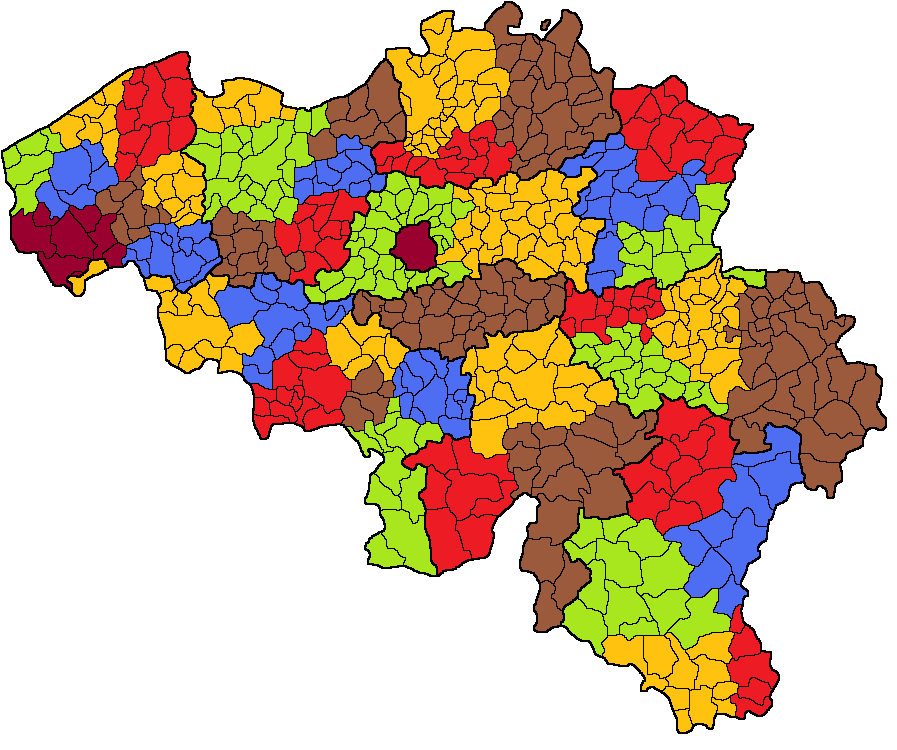
比利时行政区

行政区（荷蘭語：Administratief arrondissement），通常简称区（荷蘭語：Arrondissement），是比利时的三级行政区划，位于省与市镇之间。比利时共有43个区。